# Escut de l'Aleixar
L'escut oficial de l'Aleixar té el següent blasonament:
Escut caironat: de gules, un mig vol abaixat d'or. Per timbre una corona mural de vila.

## Història
Va ser aprovat el 12 de juliol del 1988.
L'ala és el senyal parlant tradicional referent al nom de la vila.